# 805 Hormuthia
805 Hormuthia este un asteroid din centura principală, descoperit pe 17 aprilie 1915, de Max Wolf.